# Personaggi di Frieren - Oltre la fine del viaggio

Questa è una lista dei personaggi di Frieren - Oltre la fine del viaggio, manga scritto da Kanehito Yamada e disegnato da Tsukasa Abe, e serializzato sulla rivista Weekly Shōnen Sunday. Gli stessi compaiono anche nella serie televisiva anime e in tutti i media derivati. 

## Gruppo di Frieren
Frieren (フリーレン?, Furīren)
Doppiata da: Atsumi Tanezaki (ed. giapponese), Martina Felli (ed. italiana)
Una maga elfica estremamente longeva. Nonostante appaia come una giovane ragazza, ha oltre mille anni di età e ha una percezione del tempo totalmente diversa da quella degli umani, che la rende indifferente al trascorrere degli anni. Mille anni prima degli eventi narrati, quando il villaggio elfico di Frieren era stato attaccato dai demoni, la potente maga Flamme aveva salvato la giovane elfa, prendendola come propria allieva. Quest'esperienza traumatica ha instillato in Frieren un'avversione viscerale verso i demoni, che desidera estirpare dalla faccia della Terra: l'elfa è infatti la maga che ha sterminato più demoni in assoluto, guadagnandosi l'appellativo di "Frieren la Funesta". Successivamente alla morte di Himmel, il rimpianto per non averlo conosciuto meglio la porta a compiere un nuovo viaggio, con l'obiettivo di saperne di più sugli umani, in compagnia della sua allieva Fern. All'apparenza imperturbabile e insensibile ai sentimenti umani a causa della sua natura elfica, talvolta Frieren si mostra gentile e premurosa verso gli altri.
Fern (フェルン?, Ferun)
Doppiata da: Kana Ichinose (ed. giapponese), Agnese Marteddu (ed. italiana)
Un'orfana adottata e cresciuta dal chierico Heiter. Su desiderio di quest'ultimo, è stata accolta come allieva da Frieren, che la addestra alle arti magiche. Viaggia con l'elfa come apprendista maga, dimostrandosi molto talentosa e disciplinata e prendendosi pazientemente cura della propria maestra. È diventata una maga di prima classe dopo aver superato l'esame mentre era ancora adolescente. Come privilegio di essere un mago di prima classe, Fern può chiedere a Serie praticamente qualsiasi magia. Nonostante all'inizio tratti Stark con freddezza, alla fine si avvicina a lui man mano che il viaggio prosegue, anche se continua a rimproverarlo quando causa problemi.
Stark (シュタルク?, Shutaruku)
Doppiato da: Chiaki Kobayashi (ed. giapponese), Tito Marteddu (ed. italiana)
Un giovane guerriero umano, cresciuto da Eisen e che serve come suo sostituto nella nuova avventura di Frieren. Poiché Eisen ha declinato l'invito a causa della sua vecchiaia, Stark si è fatto avanti per diventare il combattente in prima linea nelle battaglie, un ruolo per il quale Frieren e Fern, essendo delle maghe, non sono adatte. Nonostante la sua timidezza e personalità ancora acerba, Stark dimostra di essere un guerriero forte e capace, fieramente fedele ai suoi compagni. Durante il viaggio, lui e Fern iniziano a sviluppare un'attrazione reciproca, nonostante siano entrambi timorosi nel fare il primo passo.
Sein (ザイン?, Zain)
Doppiato da: Yūichi Nakamura e Natsumi Kawaida (da ragazzino) (ed. giapponese), Emanuele Ruzza e Emanuele Suarez (da ragazzino) (ed. italiana)
Un giovane monaco delle Terre Settentrionali che si unisce al gruppo di Frieren. È indubbiamente molto talentoso, ma allo stesso tempo è facilmente cedevole di fronte ai propri vizi: gli piacciono infatti i liquori, le sigarette, il gioco d'azzardo e le donne più anziane di lui. Viaggia con il gruppo di Frieren per un po', ma alla fine lo lascia temporaneamente per cercare il suo migliore amico Kreis, che ha intrapreso un'avventura da solista molto tempo fa. Si riunisce al gruppo mentre è alla ricerca del suo amico nella capitale dell'Impero del Nord, accorrendo in loro aiuto per respingere i guerrieri ombra e si unisce alla missione per proteggere Serie dopo aver scoperto che Kreis è uno di loro.

## Gruppo degli eroi
Un gruppo di guerrieri di cui Frieren faceva parte. Viaggiarono insieme per dieci anni fino a portare a termine la loro missione di uccidere il Re Demone, dopodiché le loro strade si separarono. Sebbene il gruppo si sciolga all'inizio della storia, appaiono regolarmente in vari flashback.
Himmel (ヒンメル?, Hinmeru)
Doppiato da: Nobuhiko Okamoto (ed. giapponese), Manuel Meli e Gianni Giuliano (da anziano) (ed. italiana)
Membro umano del gruppo di eroi originale. Era il paladino del gruppo, molto egocentrico e sicuro di sé, ma profondamente di buon cuore ed altruista. Dopo aver rivisto la pioggia di meteoriti insieme a Frieren, aveva promesso all'elfa che si sarebbero rincontrati, morendo tuttavia di vecchiaia poco tempo dopo. Era innamorato di Frieren, ma quest'ultima non realizzò mai i suoi sentimenti durante le loro avventure.
Heiter (ハイター?, Haitā)
Doppiato da: Hiroki Tōchi (ed. giapponese), Massimo De Ambrosis (ed. italiana)
Altro membro umano del gruppo di eroi originale, era un chierico amante dell'alcol (era soprannominato il "prete depravato"), incline alle menzogne e agli scherzi, ma di indole buona e generosa. Diventato un importante vescovo dopo lo scioglimento del gruppo, decenni dopo ha trovato, adottato e cresciuto Fern fino al giorno della propria morte, facendo in modo che  Frieren si occupasse di lei dopo di lui.
Eisen (アイゼン?, Aizen)
Doppiato da: Yōji Ueda (ed. giapponese), Dario Oppido (ed. italiana)
È il nano membro del gruppo di eroi originale, di carattere austero e determinato. La sua natura nanica gli garantisce un'aspettativa di vita più lunga rispetto agli umani: è infatti l'unico superstite, insieme a Frieren, della vittoriosa spedizione contro il Re Demone. Tuttavia, poiché ha superato il suo massimo splendore e sta inesorabilmente invecchiando, rifiuta l'invito di Frieren a partecipare alla nuova avventura, affidandole invece il proprio allievo Stark.

## Demoni
Una razza di mostri che un tempo terrorizzava il mondo sotto la guida del Re Demone finché il Gruppo degli Eroi non lo uccise. Da allora, le loro forze rimanenti hanno intrapreso una guerra contro le altre razze. I demoni sono creature individualiste la cui gerarchia sociale è basata sul potere. Sebbene possano provare emozioni, non provano le stesse emozioni degli umani. Di conseguenza, sono incompatibili con le idee umane di moralità e alla fine fingono di mostrare emozioni umane per ingannarli.
Re Demone (魔王?, Maō)
L'antico sovrano della razza dei demoni che visse per oltre 1.000 anni. Sebbene alla fine sia stato sconfitto dal gruppo di eroi di Himmel, il suo antico castello è ancora in piedi a Ende, nel punto più a nord del continente. Ironicamente, il desiderio del re di "coesistenza con gli umani" portò a una guerra devastante, che decimò entrambe le parti, riducendo la popolazione umana a un terzo del suo picco e portando i demoni sull'orlo dell'estinzione. Sotto il suo comando c'erano i "Sette Saggi della Distruzione", potenti demoni che controllavano regioni chiave del continente. La sua eredità continua a influenzare il mondo molto tempo dopo la sua sconfitta, con il suo castello e gli effetti persistenti della guerra che modellano l'attuale panorama geopolitico.

### Sette Saggi della Distruzione
Sette demoni che erano considerati i più potenti tra le forze del Re dei Demoni. Tre di loro furono uccisi dall'Eroe del Sud diversi anni prima che Himmel radunasse il suo gruppo per affrontarli.
Aura (アウラ?)
Doppiata da: Ayana Taketatsu (ed. giapponese), Federica Russello (ed. italiana)
Una vecchia nemesi di Frieren e del Gruppo degli Eroi che riuscirono a scacciare molti anni fa. È una dei Sette Saggi della Distruzione, possiede la Bilancia dell'Obbedienza, un'arma che le permette di dominare i suoi avversari e di trasformarli in marionette, permettendole di decapitarli, da qui il soprannome  “La Ghigliottina”. Quando Aura tenta di utilizzare la bilancia su Frieren, cade invece sotto il suo controllo e si decapita per ordine di Frieren.
Macht (マハト?, Mahato)
Macht, noto anche come "Macht della Terra d'Oro", è un demone e il più potente dei Sette Saggi della Distruzione. Per anni è rimasto intrappolato nella terra d'oro creata da lui, bloccato da una potente barriera mantenuta dalla associazione dei maghi continentale. Macht possiede abilità magiche eccezionali, tra cui una maledizione infrangibile di trasmutazione dell'oro chiamata Diagolze. Nonostante sia descritto come relativamente moderato per un demone, la sua prodezza in combattimento è leggendaria, e la sua reputazione come il più forte dei Sette Saggi deriva dalla sua capacità di sconfiggere senza sforzo gruppi di maghi d'élite, compresi quelli di rango più alto. Una volta ha sconfitto Frieren 600 anni prima degli eventi della storia principale e il suo potere rimane così formidabile che persino la Frieren del presente lo considera quasi imbattibile.
Grausam (グラオザーム?, Guraozāmu)
Conosciuto anche come Grausam il Miracoloso, era uno dei Sette Saggi della Distruzione che servirono il Re Demone. Insieme agli altri Saggi e all'onnisciente Schlacht, combatté l'Eroe del Sud, ma sopravvisse. Quando Schlacht costrinse Macht a unirsi alla battaglia contro l'Eroe del Sud, portò con sé Grausam per assicurarsi la sottomissione di Macht. Macht, incapace di contrastare la magia illusoria di Grausam, fu costretto a sottomettersi. In seguito, Grausam assunse un ruolo di comando in un gruppo inviato per eliminare Frieren, che includeva Solitär, Rivale e Tote. Quando Tote abbandonò la missione, i tre rimasti lanciarono un assalto al gruppo di Himmel. Grausam impiegò il suo incantesimo per intrappolare Himmel e Frieren in un'illusione. Tuttavia, si ritrovò alle strette da Himmel, che poteva combattere anche mentre era intrappolato nell'illusione. Sebbene Grausam sembrasse pronto a svelare una carta vincente quando messo all'angolo, Solitär intervenne e si ritirarono. In seguito alla sconfitta del Re Demone, si dice che anche Grausam abbia incontrato la sua fine.
Böse (ベーゼ?, Bēze)
Böse, detto "Bose l'immortale" era uno dei Sette Saggi della Distruzione. Böse, insieme agli altri Saggi della Distruzione, combatté contro l'Eroe del Sud, sebbene sia sopravvissuto all'incontro con lui. Alla fine, fu sconfitto gruppo dell'eroe, dopo che Frieren aiutò Himmel a visualizzare come rompere la sua barriera magica quasi impenetrabile.

### Grandi demoni
Solitär (ソリテール?, Soritēru)
Solitär è una demone che conduce ricerche sulle creature viventi, compresi gli umani, e una conoscente di Macht, con cui condivide un interesse per l'umanità. Dietro il suo atteggiamento disinvolto, però, si nasconde un demone estremamente pericoloso, paragonabile ai membri dei Sette Saggi della Distruzione. Nonostante la sua immensa abilità magica, che rivaleggia con quella di Macht, rimane un "grande demone senza nome" nei registri umani, probabilmente a causa della sua abitudine di eliminare tutti gli umani che incontra. Solitär ha svolto un ruolo cruciale nello sviluppo di Macht, insegnandogli l'evoluzione convergente e la magia umana, e in seguito ha contribuito a distruggere la grande barriera della Terra d'Oro. Solitär possiede straordinarie abilità magiche, tra cui un controllo preciso del mana, potenti attacchi offensivi e capacità difensive quasi impenetrabili. Le sue abilità di combattimento sono così formidabili che persino Frieren la considera alla pari di Macht. Solitär è anche caratterizzata dalla sua natura loquace, spesso impegnata in prolungate "conversazioni" per tormentare i suoi avversari. Le sue azioni sono guidate dal desiderio di assistere alla "tragica fine" della coesistenza tra demoni e umani, considerando tali idee pericolose per il genere demoniaco.
Tot (トート?, Tōto)
Conosciuta anche come "la Santa della Fine", è un Demone Maggiore, che sta sviluppando una maledizione abbastanza potente da avvolgere l'intero pianeta. Solitär la recluta per combattere il Gruppo degli Eroi in passato, ma lei si ritira, sostenendo che non è brava a combattere e vuole vivere in pace e in silenzio fino al completamento della sua stessa maledizione. Solitär ha notato che il campo di battaglia di Tot si trova nel futuro, molto tempo dopo la sconfitta del Re Demone.
Rival (リヴァーレ?, Rivuāre)
Rival, noto anche come il "sanguinario dio della guerra", è un demone maggiore. Viene reclutato da Solitär per combattere il gruppo dell'eroe. La sua magia personale gli permette di generare qualsiasi arma con cui desidera combattere, usandola per creare un'ascia con cui affrontare Eisen. Sopravvisse all'incontro e in seguito attaccò il villaggio di Stark.

### Altri demoni
Qual (クヴァール?, Kuvāru)
Doppiato da: Hiroki Yasumoto (ed. giapponese), Carlo Petruccetti (ed. italiana)
Conosciuto come il "Saggio della Corruzione", era uno dei servitori del Re Demone che fu sigillato dal gruppo dell'Eroe poiché era troppo forte per essere sconfitto. Diversi decenni dopo, viene liberato da Frieren, che alla fine lo distrugge con l'aiuto di Fern. Qual è il creatore di una potente magia offensiva conosciuta come "Zoltraak", che diventa l'incantesimo di attacco standard dei maghi dopo essere stato studiato e decifrato dai ricercatori umani durante il periodo in cui è stato sigillato.
Lügner (リュグナー?, Ryugunā)
Doppiato da: Junichi Suwabe (ed. giapponese), Flavio Aquilone (ed. italiana)
Un demone che serve sotto Aura incaricato di abbattere la barriera antidemone di una città con il pretesto di essere un "inviato di pace". Viene ucciso da Fern usando un incantesimo che uccide i demoni che Frieren le ha insegnato.
Linie (リーニエ?, Rīnie)
Doppiata da: Manaka Iwami (ed. giapponese), Cecilia Salustri (ed. italiana)
Una degli assistenti di Lügner. È un demone di sesso femminile capace di leggere il mana del suo avversario e di usarlo contro di lui. Fu uccisa da Stark durante la stessa battaglia in cui Lügner affrontò Fern.
Draht (ドラート?, Dorāto)
Doppiato da: Kōki Ōsuzu (ed. giapponese), Andrea Di Maggio (ed. italiana)
Uno degli assistenti di Lügner che con arroganza entrò nella cella di Frieren nel tentativo di giustiziarla. A causa della sua arroganza, motivo stesso della caduta di Lügner e Linie, finì per essere giustiziato dalla stessa Frieren.
Schlacht (シュラハト?, Shurahato)
Schlacht l'Onnisciente era un demone che si diceva fosse il confidente del Re Demone, che aveva la capacità di vedere nel futuro e si diceva che fosse capace di vedere avanti fino a mille anni. Durante il regno del Re Demone, comandò i Sette Saggi della Distruzione. Si diceva che Schlacht fosse stato sconfitto dall'Eroe del Sud, che lo sconfisse insieme a tre dei Saggi della Distruzione, circa dieci anni prima che il Re Demone fosse sconfitto.
Revolte (レヴォルテ?, Revuorute)
Conosciuto anche come "Revolte il divino", è un generale demone a quattro mani con la parte inferiore del corpo di un serpente, che brandisce quattro spade magiche.
Zart (ザート?, Zāto)
Zart, noto anche come "L'Ombra Persistente", era uno dei servitori di Grausam dotato di una magia personale molto potente, che gli permetteva di teletrasportare i suoi avversari in alto nel cielo, cosa che si sarebbe rivelata letale nell'era del Re Demone, quando l'umanità non aveva ancora imparato la magia del volo studiando i demoni.

## Maghi

### Associazione Continentale della Magia
Serie (ゼーリエ?, Zērye)
Doppiata da: Mariya Ise(ed. giapponese), Mattea Serpelloni (ed. italiana)
Una potentissima maga elfica, che vive da tempo immemore. È una delle maghe più influenti ed è stata la maestra di Flamme. Serie è considerata un grimorio vivente, custode di tutta la magia esistita nella storia, e dotata di poteri quasi divini. Circa cento anni prima dell'inizio del viaggio di Frieren, ha fondato l'Associazione Continentale della Magia, di cui fanno parte tutti i maghi più importanti. Estremamente ambiziosa, manifesta interesse solo per maghi audaci e determinati; pertanto, non ha intrattenuto buoni rapporti con Flamme e Frieren, cui ha rimproverato la poca ambizione a fronte di un immenso talento.
Sense (ゼンゼ?, Zenze)
Doppiata da: Haruka Terui (ed. giapponese), Giorgia Brunori (ed. italiana)
Una maga di prima classe dal carattere pacato e taciturno. È l'esaminatrice della seconda prova degli esami dei maghi di prima classe.
Methode (シャルフ?,  Metōde)
Doppiata da: Reina Ueda (ed. giapponese), Valentina De Marchi (ed. italiana)
Una maga che fa parte del primo gruppo durante l'esame da mago di prima classe. Methode è una donna matura e calma con una varietà di talenti, che usa strategia e vari incantesimi invece della magia specializzata.

### Altri maghi
Flamme (フランメ?, Furanme)
Doppiata da: Atsuko Tanaka (ed. giapponese), Serena Sigismondo (ed. italiana)
Una potentissima maga umana, vissuta mille anni prima degli eventi narrati. Ritenuta una tra le più potenti maghe della storia, la sua figura è avvolta da un'aura mitologica e alcuni ne mettono in dubbio perfino l'esistenza. È stata allieva di Serie, che, tuttavia, non ha mai avuto grande stima di lei. Dopo aver protetto Frieren, il cui villaggio era stato devastato dai demoni, Flamme ne ha intuito le potenzialità e l'ha presa come propria allieva, insegnandole ad usare la magia e a nascondere il mana, ossia l'energia magica, per raggirare i nemici. Il suo incantesimo preferito era quello per creare una distesa di fiori; alla sua morte, l'allieva Frieren ha usato proprio quell'incantesimo per adornarne la tomba.
Übel (ユーベル?, Yūberu)
Doppiata da: Ikumi Hasegawa (ed. giapponese), Sara Labidi (ed. italiana)
Una maga psicopatica di terza classe che è stata squalificata dal precedente esame da mago per aver ucciso un supervisore dell'esame, e in seguito finisce nella squadra di Fern. La sua specialità è la magia fendente, che è invisibile, ma può tagliare facilmente gli oggetti solidi, e possiede anche un altro potente incantesimo unico, che le consente di copiare la magia degli altri. Non ha bisogno di sapere come funziona esattamente, ma solo bisogno di capire i loro sentimenti e la loro natura. Le abilità di Übel alla fine le fanno ottenere la sufficienza all'esame finale, per gentile concessione di Serie, che riconosce silenziosamente la sua forza promuovendola al rango di maga di prima classe. In seguito, lei e Land vengono reclutati per una missione su larga scala all'interno dell'Impero per impedire un assassinio pianificato di Serie, dove lavorano insieme per raccogliere informazioni.
Denken (デンケン?)
Doppiato da: Jiro Saito (ed. giapponese), Rodolfo Bianchi (ed. italiana)
Un mago di seconda classe di 78 anni, noto per aver vinto una violenta lotta per il potere, che gli è valsa lo status di mago imperiale. Durante la sua infanzia, Denken ha studiato magia e tecniche di combattimento sotto Macht della Terra d'Oro. Ispirato da Frieren, ha puntato a diventare un mago e ha iniziato a condividere una prospettiva simile sulla magia. Nella sua giovinezza, ha perso la moglie, Lektüre, e non ha figli. È calmo, collaborativo, perspicace e astuto, ma quando il suo mana si esaurisce, non si fa scrupoli a prendere a pugni i suoi avversari. Tratta Laofen come un nipote, fa di tutto per incoraggiare Richter quando fallisce l'esame e rimane in contatto con gli ex compagni di squadra anche dopo le prove. Durante l'esame, prende di mira il gruppo di Frieren e viene sconfitto. Nonostante questo, Serie gli concede personalmente la promozione, rendendolo un mago di prima classe. In seguito, Frieren lo incontra di nuovo vicino alla città fortificata di Weise su richiesta di Lernen. La motivazione che lo spinge a partecipare all'esame è avere l'opportunità di tornare a casa e visitare il cimitero della sua città natale, in quanto il nord è invaso dai demoni e il passaggio è concesso solo ai maghi di prima classe. Una volta raggiunta Weise e visto come Macht ha trasformato tutto in oro, il suo obiettivo diventa sconfiggere Macht e ripristinare la Terra d'Oro.
Land (ラント?, Ranto)
Doppiato da: Shohei Komatsu (ed. giapponese), Stefano Sperduti (ed. italiana)
L'altro compagno di squadra di Fern, dal carattere freddo, calcolatore ed eccessivamente cauto. Preferisce aspettare e lasciare che siano i suoi avversari a fare la prima mossa in modo da poterli analizzare e i loro punti deboli. Nonostante ciò, non gli piace avere il sangue di qualcun altro sulle sue mani. È specializzato nella creazione di cloni perfetti di se stesso, utilizzandoli per sostenere l'esame al suo posto mentre rimane al sicuro a casa sua. Tuttavia, invece di penalizzarlo per il suo approccio non ortodosso, Serie rimane impressionata dalla sua natura audace e temeraria, riconoscendo che ci vuole un certo livello di coraggio e abilità per portare a termine un'impresa del genere e avanzare alla fase finale della valutazione. A un certo punto, quando Übel visita il villaggio di Land, lui si apre sul suo passato: viveva lì con la nonna e, dopo la sua morte, si è trovato nell'impossibilità di lasciare il villaggio. In seguito, quando viene convocato per una missione su larga scala nell'Impero per sventare l'assassinio di Serie, Land fa squadra con Übel per raccogliere informazioni.
Kanne (カンネ?)
Doppiata da: Azumi Waki (ed. giapponese), Vittoria Bartolomei (ed. italiana)
Una timida maga di terza classe che può controllare l'acqua ed è una dei compagni di squadra di Frieren durante l'esame per maghi di prima classe. Ha un rapporto conflittuale con Lawine, poiché sono cresciute insieme e Lawine l'ha spesso sminuita, ma anche sostenuta.
Lawine (ラヴィーネ?, Rabīne)
Doppiata da: Sayumi Suzushiro (ed. giapponese), Lucrezia Marricchi (ed. italiana)
L'altra compagna di squadra di Frieren durante l'esame da mago di prima classe. È una maga di terza classe che può trasformare l'acqua in ghiaccio e lavora bene al fianco di Kanne, poiché si sono avvicinate nonostante il suo atteggiamento negativo.
Wirbel (ヴィアベル?, Biaberu)
Doppiato da: Kishō Taniyama (ed. giapponese), Luca Appetiti (ed. italiana)
Un mago di seconda classe con molta esperienza nel combattimento dal vivo, che partecipa all'esame per diventare di prima classe, ed è il capitano del Northern Magic Corps. La motivazione principale che lo spinge a combattere nel nord è renderlo un luogo sicuro per una ragazza per la quale aveva una cotta, che si è trasferita nei paesi centrali con la sua famiglia 29 anni fa. Non riesce nemmeno più a ricordare che aspetto ha, ma non ha dimenticato la promessa che le ha fatto. In seguito supera l'esame dopo aver dimostrato interesse per la magia da combattimento, in linea con gli interessi di Serie.
Richter (リヒター?, Rihitā)
Doppiato da: Eiji Hanawa (ed. giapponese), David Chevalier (ed. italiana)
Un mago di seconda classe che partecipa all'esame e compagno di squadra di Denken. Gestisce anche un negozio di magia, dove è specializzato nella riparazione di bastoni rotti.
Laufen (ラオフェン?, Raofen)
Doppiata da: Shizuka Ishigami (ed. giapponese), Sara Giacopello (ed. italiana)
Una maga di seconda classe nella squadra di Denken specializzata nella magia del movimento, che le consente di muoversi ad alta velocità.
Ehre (エーレ?, Ēre)
Doppiato da: Kanae Itō (ed. giapponese), Veronica Puccio (ed. italiana)
Una potente maga di seconda classe che fa parte della squadra di Wirbel con Scharf, la cui magia specializzata le consente di controllare le rocce.
Scharf (シャルフ?, Sharufu)
Doppiato da: Yuji Murai (ed. giapponese), Luca Mannocci (ed. italiana)
Un mago di seconda classe e uno dei compagni di squadra di Wirbel, la cui magia specializzata gli permette di trasformare i petali dei fiori in lame d'acciaio.

## Impero del Nord

### Fazione governante
Löwe (レヱ?, Rēwe)
Löwe è il Governatore Generale di Lorbeer, il territorio più a nord dell'Impero, insensibile e con la benda sull'occhio. In realtà, è anche un Guerriero Ombra di alto rango, che si dice abbia eliminato il Grande Mago Minus in passato.

### Forze Speciali della Magia
Phrase (フラアセ?, Furāse)
Phrase è il capitano delle Forze Speciali della Magia, che è una maga notevolmente potente, dato che Macht ha suggerito che era una minaccia che solo lui poteva gestire, quando ha visitato la città del suo padrone.
Kanone (カノーネ?, Kanōne)
Kanone è un membro delle Forze Speciali della Magia dell'Impero. Lei e il suo partner Neu sono incaricati di pattugliare un importante raduno sociale in cui Land e Übel sono mandati a infiltrarsi.
Neu (ノイ?, Noi)
Neu è un membro delle Forze Speciali della Magia dell'Impero. Lui e il suo partner Kanone sono incaricati di pattugliare un importante raduno sociale, dove irrompe da Land e Übel, che sono sotto copertura e fingono di divertirsi in un magazzino.

### Guerrieri ombra
I guerrieri ombra sono un'organizzazione di assassini incaricata dall'Impero del Nord decenni prima di eliminare in segreto bersagli designati, in quanto sono abili nel nascondere il mana, il che li rende una minaccia anche per i maghi esperti.
Radar (レーダー?, Rēdā)
Radar è un anziano capo villaggio nell'Altopiano Settentrionale, che quando incontra il gruppo di Frieren, si rivela essere un membro dei guerrieri ombra.
Schritt (シュリト?, Shuritto)
Schritt è un guerriero ombra che si atteggia a ubriacone, a cui viene assegnata una nuova missione da Löwe. È inoltre il fratello minore di Kreiss.
Wolf (ヲルフ?, Worufu)
Wolf è un guerriero ombra che si atteggia a barista che asseconda Schritt, che riceve una nuova missione da Löwe.
Iris (イリス?, Irisu)
Iris è una guerriera ombra che si atteggia a ragazza immagine del negozio di liquori di Wolf.
Walross (ワルロッス?, Warurossu)
Walross è un anziano guerriero ombra travestito da mendicante. Ottant'anni fa, tuttavia, era conosciuto come l'Eroe Rasen, che reclamò un terzo dei territori del Nord dal Re dei Demoni.
Kreis (クライス?, Kuraisu)
Doppiato da: Hiromichi Tezuka, Roberto Fedele (ed. italiana)
Noto come il Guerriero Gorilla, è il migliore amico d'infanzia di Sein, che sognava di andare all'avventura e diventare un eroe leggendario. Da bambino, chiese a Sein di andare all'avventura insieme, ma quando quest'ultimo rifiutò, Gorilla parti da solo e proclamò che sarebbe tornato tra tre anni, ma è scomparso da dieci anni, quindi Sein si unisce inizialmente al gruppo di Frieren per trovarlo. Per ragioni sconosciute, si è unito ai guerrieri ombra fingendosi un fabbro. È anche il fratello maggiore di Schritt.

## Altri personaggi
Granat (グラナト?, Guranato)
Doppiato da: Shunsuke Sakuya (ed. giapponese), Dimitri Winter (ed. italiana)
L'attuale graf della città di Granat, guidata  dalla sua lunga stirpe di antenati. Cerca di incoraggiare i colloqui di pace con i demoni, in particolare con il gruppo di Aura, ma segretamente nutre odio nei loro confronti e cerca vendetta per la morte di suo figlio.
Kraft (クラフト?, Kurafuto)
Doppiato da: Takehito Koyasu (ed. giapponese), Stefano Broccoletti (ed. italiana)
Un monaco elfo che è rimasto intrappolato in una capanna sui monti Schwer. Frieren e il suo gruppo lo incontrarono mentre cercavano riparo da una bufera di neve e rimasero con lui per sei mesi prima di prendere strade separate.
Stoltz (シュトルツ?, Shutorutsu)
Doppiato da: Takuya Eguchi (ed. giapponese), Mirko Cannella (ed. italiana)
Il fratello maggiore di Stark. A differenza degli altri abitanti del villaggio, che vedevano Stark come un fallimento, Stoltz lo trattava gentilmente e lo aiutava ad allenarsi. Viene ucciso quando una legione di demoni invade il loro villaggio e si sacrifica in modo che Stark possa scappare.
Voll (フォル?, Foru)
Doppiato da: Mitsuaki Hoshino (ed.giapponese), Ambrogio Colombo (doppiatore) (ed.italiana)
Un nano di 400 anni e vecchio amico di Frieren, che ha vissuto più a lungo della media delle aspettative di vita dei nani e fa la guardia per proteggere la città natale della sua defunta moglie umana, seguendo la sua promessa che l'avrebbe sempre protetta.
L'Eroe del Sud (南みなみの勇ゆう者?, Minami no Yūsha)
L'Eroe del Sud è un eroe che ha combattuto in prima linea contro i demoni per l'umanità prima che Himmel incontrasse Frieren, e si dice fosse il più forte eroe dell'umanità. La sua battaglia finale fu nell'Altopiano Settentrionale, dove affrontò tutti i Sette Saggi della Distruzione del Re Demone e il suo confidente, Schlacht l'Onnisciente. Riuscì a sconfiggere tre dei Saggi della Distruzione e Schlacht prima di cadere. Come Schlacht, aveva anche il potere di vedere il futuro e ordinò a Frieren di unirsi al gruppo di Himmel una volta che avesse cercato il suo aiuto.
Glück (グリュック?, Guryukku)
Glück era il signore feudale della città fortificata di Weise. La morte di suo figlio per mano di rivali politici lo spinse a governare la città. Dopo aver incontrato Macht quando quest'ultimo attaccò la sua carrozza, fu in grado di convincerlo a diventare il suo servitore personale. Grazie al potere e all'inganno di Macht, Glück riuscì ad assumere il controllo della Città Fortificata di Weise e la città prosperò sotto la sua amministrazione.
Lektüre (レクテュール?, Rekutyūru)
Lektüre è la figlia di Glück e la defunta moglie di Denken. Era un'amica d'infanzia di Denken e aveva un corpo fragile che alla fine la portò alla morte.